# Mike Krack
Mike Krack (1972. március 18. –) luxemburgi motorsportmérnök.  A BMW Sauber F1-nél dolgozott főmérnökként; Porsche WEC csapatánál, mint a pályamérnökség vezetője; a BMW-nél pedig a versenyzés és tesztelés mérnöki, üzemeltetési és szervezeti vezetőjeként.  Volt már szerepe a Forma-3-ban és a DTM-ben is. Jelenleg az Aston Martin Aramco Cognizant Formula 1 Team csapatfőnöke. 

## Fiatalkora
Krack 1972. március 18-án született, luxemburgi állampolgárságú.

## Karrier
Krack 1998 júliusában kezdte meg mérnöki útját a BMW-nél, tesztmérnökként. 2001 elején csatlakozott a Sauber F1-es csapatához. Később feljebb mászott a ranglétrán, adatelemző mérnökként dolgozott. 2003 decemberében előléptették Felipe Massa versenymérnökévé, és végül megkapta a főmérnöki szerepet, amikor a csapat neve BMW Sauber lett.  Itt a fiatal Sebastian Vettellel dolgozott az edzéseken, egészen a 2007-es Egyesült Államok Nagydíjon való debütálásáig.  Krack ekkor otthagyta a BMW-t, amikor úgy döntöttek, hogy 2009-re összpontosítanak, nem pedig Robert Kubica 2008-as címkérdésére.
Ezután a Kolles & Heinz Union valamint Hitech csapatoknál dolgozott, mindkettő akkoriban a Forma-3-ban vitézkedett. 2010 októberében visszatért a BMW-hez a DTM osztály főmérnökeként, de 2012 végén elhagyta a csapatot, hogy a Porschét erősítse.  Ott megkapta az Endurance World Championship csapat pályamérnöki osztályának vezetőjét. Amíg a Porschénél dolgozott, szorosan dolgozott a 919 Hybriden, amely egy győzelmet és négy dobogós helyet hozott. 
2014-ben elhagyta a csapatot, ismét a BMW-nél dolgozott, immár mint vezető teljesítménymérnök. 2014 és 2022 között számos szerepet töltött be, beleértve a Formula E, IMSA és GT programjaikat. 2018-ban verseny- és tesztmérnöki, üzemeltetési és szervezési vezetői pozíciót kapott.   
2022. január 14-én, Otmar Szafnauer távozását követően jelentették be, hogy az Aston Martin Formula 1 Team csapatfőnöke lesz Krack.  

## Fordítás
Ez a szócikk részben vagy egészben a Mike Krack című angol Wikipédia-szócikk ezen változatának fordításán alapul.  Az eredeti cikk szerkesztőit annak laptörténete sorolja fel. Ez a jelzés csupán a megfogalmazás eredetét és a szerzői jogokat jelzi, nem szolgál a cikkben szereplő információk forrásmegjelöléseként.